# Trichoniscoides pseudomixtus
Trichoniscoides pseudomixtus is een pissebed uit de familie Trichoniscidae. De wetenschappelijke naam van de soort is voor het eerst geldig gepubliceerd in 1935 door Alceste Arcangeli.